# Marcus Anton Wittola
Marcus Anton Wittola (auch Markus Anton Wittola, Marx Anton Wittola; * 25. April 1736 in Kosel, Fürstentum Oppeln; † 23. März 1797 in Wien, Erzherzogtum Österreich) war ein österreichischer Theologe und Pfarrer. Er wurde als Wortführer der Wiener Jansenisten angesehen.

## Leben und Wirken
Marcus Anton Wittola besuchte eine Jesuitenschule, studierte ab 1757 in Wien und wurde zum Doktor der Theologie promoviert. Durch den Direktor der theologischen Fakultät, Weihbischof Simon von Stock (1710–1772), wurde er mit dem Jansenismus und dem Gedankengut des josephinischen Staatskirchentums vertraut gemacht.
Nach der empfangenen Priesterweihe war er von 1764 bis 1774 in der Diözese Passau Pfarrer in Schörfling am Attersee. Danach war er für kurze Zeit im Dienst des Fürstbischofs von Chiemsee Franz Karl Eusebius von Waldburg-Friedberg und Trauchburg, der ihn zum Geistlichen Rat ernannte.
Nach dem Tod von Simon von Stock sollte er nach einem Vorschlag von Kaiserin Maria Theresia Direktor der theologischen Fakultät werden, was aber durch die dort tätigen Jesuiten und Dominikaner verhindert wurde. 1774 wurde er Pfarrer in Probstdorf bei Wien. Dort war von 1775 bis 1779 Karl Schwarzl als Pfarrvikar bei ihm tätig, der nach Meinung des Theologen Josef Müller von Wittola „nachhaltig beeinflusst“ wurde. 1777 wurde Wittola zusätzlich infulierter Propst der Propstei Bienco in Ungarn, ab etwa 1780 war er auch bei der staatlichen Bücherzensur in Wien tätig. 

## Schriften
Wittola veröffentlichte einige Schriften, als von größerer Bedeutung werden seine Übersetzungen französischer theologischer Schriften angesehen. Er gab von 1784 bis 1789 die Wienerische Kirchenzeitung und von 1790 bis 1792 drei Jahrgänge Neueste Beiträge zur Religionslehre und Kirchengeschichte heraus.
- (Anonym erschienen)[7]: Der Jansenismus. Ein Schreckenbild für Kinder. Aquinas, Friedburg 1776, OCLC 776262423 (Digitalisat).

In der Schrift wandte er sich gegen die Angriffe von (früheren) Jesuiten gegen jansenistische Geistliche und besprach die Schrift Veritas Consilii Burgofonte des Jesuiten Henri-Michel Sauvage.
- Die betrachtende Schrift. Trattner, Wien 1776.
- Der betrachtende Christ. 6 Teile. Trattner, Wien 1776.[8]
- Schreiben eines österreichischen Pfarrers über die Toleranz. Nach den Grundsätzen der katholischen Kirche. 2 Teile. Hartl, Wien 1871 und 1782 (Digitalisat Teil 1, Teil 2).

Dieses Werk wurde 1783 per Dekret der Glaubenskongregation auf den Index Librorum Prohibitorum gesetzt.
- Warnung eines österreichischen Pfarrers vor einem neuen Betbuche. Wien 1783 (Digitalisat).

- Der Briefwechsel von Wittola mit Gabriel Dupac de Bellegarde (1717–1789) wurde veröffentlicht von Franciscus Kenninck: Les idées religieuses en Autriche de 1767 à 1787. Correspondance du Dr. Wittola avec le Cte Dupac de Bellegarde. In: Revue internationale de Théologie. Band 6, 1898, Heft 22, S. 308–335 (doi:10.5169/seals-403422#324) und Heft 23, S. 573–601 (doi:10.5169/seals-403422#593). Der Briefwechsel wird als „Beitrag zur Kenntniss der jesuitenfeindlichen Stimmung in der österreichischen Geistlichkeit“ angesehen.[10]

Übersetzungen aus dem Französischen
- François Philippe Mésenguy: Kurzgefaßte Geschichte des Alten Testaments. 10 Teile. Trattner, Wien 1770–1771.[11]
- Simon Michel Treuvé: Geistlicher Gewissensrath für die, welche keinen eigenen haben. Trattner, Wien 1771.
- Claude Fleury: Betrachtungen über die Kirchengeschichte und die Rechtfertigung derselben. 3 Teile.[12] Trattner, Innsbruck/Wien/Prag 1772. Teil 1: OCLC 219862748 (Digitalisat), Teil 3: OCLC 219862772.
- Claude Fleury: Dreyzehn Betrachtungen über die Kirchengeschichte. Trattner, Wien 1785, OCLC 1014693450 (Digitalisat).
- Das neue Testament unseres Herrn Jesu Christi. 3 Bände. Trattner, Wien 1775–1776.[13]
- Gutachten etlicher Holländischen Rechtsgelehrten über die Grundsätze, … 1782 (Digitalisat).
- Jacques Bénigne Bossuet: Catéchisme.[14]